# 凤仙花科
凤仙花科（学名：Balsaminaceae）是真双子叶植物杜鹃花目的一科，共有两属超過1000种，但除了水角（Hydrocera triflora（L.）Wight et Arn.）一种属于水角属，其余种类都属于凤仙花属，因此凤仙花属可能是最大的属。
凤仙花科分布在除澳洲和北美西海岸以外的世界各地温带和热带地区，有许多种是观赏花卉，如著名的凤仙花（又名指甲花）。